# Miguel Oltra
Miguel Oltra (Benifairó de la Valldigna, 16 novembre 1911 – Madrid, 31 ottobre 1982) è stato un presbitero spagnolo dell'Ordine francescano. Fu confessore di Francisco Franco e fondatore della Hermandad Sacerdotal Española.

## Biografia
Nato a Benifairó de la Valldigna il 16 novembre 1911, dopo aver studiato nel seminario francescano di Benisa, svolse il noviziato a Santo Espiritu del Monte. Nel 1933, poiché era in pericolo, si trasferì con altri francescani in Germania, dove completò gli studi teologici a Münster e fu ordinato sacerdote nel 1935. Nel 1935 conseguì il dottorato all'Università di Monaco di Baviera.
Dopo aver prestò servizio come cappellano durante la Guerra civile spagnola, fece ritorno in Germania per completare gli studi. Fu cappellano nazionale della División Azul. Al suo ritorno in Spagna fu predicatore e insegnante, nonché rettore del convento di Carcagente per due mandati.
Nel 1947 fu trasferito alla Basilica Reale di San Francesco il Grande in Madrid e, in tale località, fu collaboratore della rivista francescana Verdad y Vida. Attivo nei congressi e come articolista, al termine della Seconda guerra mondiale organizzò diverse campagne in Spagna per raccogliere vestiti e cibo per la popolazione tedesca. Successivamente, svolse attività sociali nell'insediamento di Orcasitas. Intercedette anche per il ritorno in Spagna dei sopravvissuti della División Azul che erano stati imprigionati in URSS.
Nel 1961 fu nominato vicario provinciale di Valencia e direttore della scuola di Carcagente. Nel maggio 1965 iniziò a collaborare con la scuola "Cardenal Cisneros" della capitale. Fedele alle sue convinzioni, intraprese una ferma campagna in difesa della fede e della patria. 
Fondò la Hermandad Universitaria (Fraternità universitaria), che riuniva professori, genitori e studenti universitari. Nel 1966 fondò la Hermandad Sacerdotal Española (CFraternità sacerdotale spagnola), di cui fu nominato presidente e che presto riunì migliaia di sacerdoti e anche vescovi. 
Alla fine del 1976 ottenne il permesso di risiedere presso il Colegio Mayor Universitario "Antonio Rivera-Mara" come cappellano. Si dedicò al benessere spirituale degli studenti universitari con colloqui, conferenze e assistenza ministeriale. 
Morì lì il 31 ottobre 1982 a Madrid. Ebbe sempre uno spirito giovane, sognatore e combattivo in difesa degli interessi di Dio e della Patria. Era un religioso semplice, gentile e fermo nella sua fede e nelle sue convinzioni, sempre al servizio di tutti, con un cuore generoso e aperto a tutte le necessità. I suoi scritti furono pubblicati soprattutto nella rivista Verdad y Vida.
A Madrid gli è stata dedicata una via.